# Iris (serie de televisión)
Iris (en hangul, 아이리스) es una serie de televisión de acción surcoreana emitida originalmente durante 2009 y protagonizada por Lee Byung Hun, Kim Tae Hee, Jung Joon-ho, Kim Seung Woo, Kim So Yeon y T.O.P (Choi Seung Hyun).
Fue trasmitida en su país de origen por KBS 2TV desde el 14 de octubre hasta el 17 de diciembre de 2009, con una longitud de 20 episodios más un especial, al aire las noches de los días miércoles y jueves a las 21:55 (KST). Su trama está basada en la película de 1999, Shiri.
Con un presupuesto que supera los 20 billones de wones (17 millones de dólares), IRIS junto con su spin-off Athena: Goddess of War, comparten el récord de los dramas coreanos más caros jamás producidos. La serie fue un éxito crítico y comercial, con una audiencia promedio de más del 30%, además de clasificarse como el mejor programa cada semana después de su debut. La serie también se llevó a casa muchos de los más altos honores en los Premios KBS Drama 2009, incluido el Premio Daesang a Lee Byung-hun .
El 13 de febrero del 2013 se estrenó la segunda temporada titulada Iris II: New Generation.

## Sinopsis
La trama gira en torno a dos mejores amigos del Batallón de la Misión Especial 707 reclutados en una agencia secreta de operaciones secretas de Corea del Sur conocida como el Servicio de Seguridad Nacional. Mientras los dos amigos descubren su lealtad y forjan alianzas nuevas e improbables, el viaje los lleva desde su país de origen a Hungría, Japón y China, donde se encuentran en el centro de una conspiración internacional.

## Reparto
IRIS presentó un reparto de reparto entre personajes de ascendencia norcoreana y surcoreana . Debido a que la serie explora la tensión y la mentalidad detrás de los dos lados del conflicto, las perspectivas Norte y Sur se muestran en detalle. La trama se centra en el reparto superando la manipulación a la que se enfrentan a nivel internacional y ocasionalmente intenta reconciliar sus diferencias para luchar contra un mal mayor que ninguno de los bandos reconoció, dando paso a escenarios en los que sus lealtades se acentúan y se ponen a prueba.

### Principal
- Lee Byung Hun como Kim Hyun Joon.

Soldado de las Fuerzas Especiales de Corea del Sur, Hyun-jun ha flotado en la vida con poca atención por los detalles. Poseyendo una memoria fotográfica, una habilidad atlética superior y dominio de la mayoría de las armas de fuego, tiene pocas dificultades para distinguirse como miembro del NSS. Asumiendo el nombre en clave "TK1" durante las operaciones, con frecuencia es emparejado con su hermano y colega Jin Sa-woo. 
- Kim Tae Hee como Choi Seung Hee.

Clasificado como un "Líder de equipo" dentro del NSS, Seung-hee es un experto en perfiles que ayudó al segundo en el comando, Park Sang-hyun, reclutando a Kim Hyun-jun y, más directamente, a Jin Sa-woo. Admirada por su belleza y perspicacia, a Seung-hee le gusta universalmente dentro de la organización y permanece muy unida con su colega del miembro del NSS, Yang Jung-in.
- Jung Joon-ho como Jin Sa-woo Corea del Sur

Un amigo que ha crecido junto a Hyun-jun, Sa-woo es el más sensato y responsable de los dos. Como miembros de las Fuerzas Especiales, a menudo se encontraron en competiciones feroces, y después de unirse al NSS, se encontraron compitiendo por el afecto de Choi Seung-hee. De acuerdo con el nombre en clave de Hyun-jun, se lo conoce como "TK2".
- Kim Seung-woo como Park Cheol-young Corea del Norte

Un partidario experimentado y constante del WPK, Park Cheol-young es el jefe del equipo de seguridad de Corea del Norte responsable de escoltar y proteger a los jefes de Estado en misiones diplomáticas. Primero se encuentra con Kim Hyun-jun, ya que están atrapados en un callejón sin salida político en Hungría, uno que deja a Park y todo su equipo a merced de sus superiores en caso de que no resuelvan la situación rápidamente a su favor.
- Kim So-yeon como Kim Seon-hwa de Corea del Norte

A pesar de ser una de las pocas mujeres en alcanzar su estatus, Kim Seon-hwa se ha ganado la confianza y el reconocimiento de sus colegas en las fuerzas de seguridad norcoreanas. Como subordinado de Park Cheol-young y oficial de alto rango en su equipo de seguridad, tiene una gran admiración por su superior y alberga un profundo resentimiento hacia el Sur. Ella se enamora de Hyun-jun, quien le mostró misericordia.
- T.O.P como Vick

Un misterioso asesino que trabaja para una organización aún más misteriosa, Vick responde a un hombre conocido solo como "el Sr. Black". Aunque aparentemente de ascendencia coreana, sus orígenes reales son desconocidos y se comunica con fluidez en inglés y coreano. A menudo, es responsable de eliminar objetivos políticos y recuperar, así como destruir, información sensible a petición de sus superiores.

### Secundario

#### Servicio de Seguridad Nacional (NSS)
El NSS está encabezado por Baek San (Kim Yeong-cheol), su subdirector permanente solo en el cargo y el hombre responsable del reclutamiento de Hyun-jun y Sa-woo. El director nombrado de la NSS va y viene con cada cambio de poder en la presidencia, pero es el subdirector el que supervisa la organización. Las motivaciones de Baek San para muchas de sus acciones son misteriosas, ocasionalmente directamente inconsistentes con las de los intereses nacionales generales. Debido a la existencia de la organización que se mantiene en secreto, disfruta de un estado de protección personal que pocos otros hacen.
Mientras Baek San supervisa la organización, el director en jefe interino, Park Sang-hyun (Yoon Je-moon),es el supervisor general y dirige las operaciones diarias del NSS. Inventó el entendimiento pero también fue intransigente en lo que respecta a las fallas, a menudo tratando personalmente con todos y cada uno de los agentes. Para asignaciones de campo, supervisa y ordena todas las misiones establecidas a nivel nacional.
Muchos de los agentes de NSS tienen estrechos vínculos personales, y el supervisor de planta y jefe de recursos de seguridad, Yang Jung-in (Kim Hye-jin ), no es una excepción. A menudo es vista como una figura de autoridad confiable y complaciente, y sigue siendo una amiga muy cercana de su colega Choi Seung-Hee.
Siendo la primera línea de defensa del Sur contra las amenazas extranjeras, el NSS alberga tecnología no disponible para sus agencias de inteligencia hermanas. Los dos agentes tecnológicos primarios, Yang Mi-jung (Juni) y Hwang Tae-sung (Na Yoon), a menudo son responsables de garantizar que los agentes de campo tengan todo lo que se requiere para llevar a cabo sus misiones. Mi-jung no cumple con las convenciones esperadas de alguien involucrado en la inteligencia nacional. Dado que su sentido de la moda y sus intereses generales son más contemporáneos que el de sus asociados, a menudo se destaca de los demás, pero su condición de hacker superior en Corea la ha hecho insustituible. Aun así, Tae-sung sigue siendo el más perdurable de los dos y a menudo es instrumental en el éxito de una serie de operaciones.
La sección de investigaciones forenses e investigaciones científicas está dirigida por Oh Hyun-ku (Yoon Joo-sang), un excéntrico que es el mayor del personal general. A menudo muestra una relación paternal con muchos de los agentes, incluidos Mi-jung y Seung-hee.

#### La casa azul
Debido a la trama general de la serie que involucra las disputas inherentes a la Península de Corea y las complejidades de las relaciones exteriores entre el Norte y el Sur, la Casa Azul y su personal principal se destacan en todo. El candidato que gana las elecciones y asume el cargo es el eventual presidente de Corea del Sur, Cho Myung-ho (Lee Jung-gil). Su administración comienza con su compromiso de la gran tarea de reenviar las conversaciones de reunificación entre el Norte y el Sur después de presenciar la realidad sombría que es la lucha entre las dos naciones. Con fuertes ambiciones, lidera alcances diplomáticos con el Norte que nadie esperaba de un candidato tan temprano en su mandato.
El principal asesor del presidente Cho y jefe de su gabinete es Jung Jyun-jun (Jung Han-yong), y es uno de los pocos a su alrededor que el presidente cree que puede confiar en cualquier información, sin importar cuán delicada sea. Más adelante en la serie, se convierte en el único salvavidas confiable que tiene el presidente contra la influencia del sabotaje que se origina dentro y fuera de la Casa Azul.
La secretaria del presidente, Hong Soo-jin (Myung Ji-yun), tiende a encontrarse en desacuerdo con el jefe de su principal consejero. Rara vez habla libremente y parece tener lealtades más allá de las que ya son evidentes.

### Otros personajes
Dada la amplia gama de países en los que se encuentran los personajes a lo largo de la historia, varios personajes recurrentes surgen de países fuera de Corea.
- Al principio de la serie, Hyun-jun y Seung-hee se encuentran con una joven colegiala japonesa mientras están en Akita con el nombre de Yuki (Karen Miyama). Su familia opera una de las trampas turísticas cercanas, y muestra afecto por Hyun-jun e intenta encontrarse en su compañía tanto como sea posible. Más tarde, es Hyun-jun quien la necesita, ya que Yuki y su familia lo ayudan cuando más los necesita.
- Cuando Hyun-jun se encuentra enredado en una red política mientras está en Japón, se cruza con Eriko Sato (Yoo Min). Una mujer japonesa de la agencia nacional de inteligencia del país, Sato, está a cargo de investigar amenazas extranjeras que se encuentran en territorio japonés.
- Jo Han-chul como el Capitán Jung.

### Apariciones invitadas
- Kim Kap-soo como el físico nuclear Yoo Jung-hoon (ep. #12-13).

## Anexo Capítulos de Iris
Capítulo 1:
Capítulo 2:
Capítulo 3:
Capítulo 4:
Capítulo 5:
Capítulo 6:
Capítulo 7:
Capítulo 8:
Capítulo 9:
Capítulo 10:
Capítulo 11:
Capítulo 12:
Capítulo 13:
Capítulo 14:
Capítulo 15:
Capítulo 16:
Capítulo 17:
Capítulo 18:
Capítulo 19:
Capítulo 20:

## Medios

### Banda sonora
- Baek Ji Young - «Don't Forget».
- Shin Seung Hoon - «Love Of Iris».
- Big Bang - «Hallelujah».
- Kim Tae Woo - «Dreaming Dream».
- December - «Love is So...».
- Seo In Young - «Can I Love».
- Ji Hoon - «Good For Everybody1».
- Lee Jung Hyun - «How Do I Hold Back The Tear».

## Audiencia
| Ep. #    | Fecha original de emisión | Share        | Share        | Share       | Share       |
| Ep. #    | Fecha original de emisión | TNmS Ratings | TNmS Ratings | AGB Nielsen | AGB Nielsen |
| Ep. #    | Fecha original de emisión | Nacional     | Seúl         | Nacional    | Seúl        |
| -------- | ------------------------- | ------------ | ------------ | ----------- | ----------- |
| 1        | 14 de octubre de 2009     | 24.5%        | 25.4%        | 20.3%       | 21.3%       |
| 2        | 15 de octubre de 2009     | 25.3%        | 26.1%        | 23.0%       | 24.7%       |
| 3        | 21 de octubre de 2009     | 27.9%        | 29.3%        | 25.9%       | 27.5%       |
| 4        | 22 de octubre de 2009     | 26.2%        | 27.2%        | 23.8%       | 25.2%       |
| 5        | 28 de octubre de 2009     | 29.6%        | 30.3%        | 26.7%       | 28.1%       |
| 6        | 29 de octubre de 2009     | 28.9%        | 29.8%        | 27.7%       | 29.0%       |
| 7        | 4 de noviembre de 2009    | 30.7%        | 31.1%        | 27.8%       | 27.9%       |
| 8        | 5 de noviembre de 2009    | 30.9%        | 31.9%        | 27.1%       | 27.4%       |
| 9        | 11 de noviembre de 2009   | 32.7%        | 33.3%        | 28.2%       | 28.9%       |
| 10       | 12 de noviembre de 2009   | 33.7%        | 34.5%        | 28.6%       | 29.7%       |
| 11       | 18 de noviembre de 2009   | 34.1%        | 34.9%        | 29.3%       | 30.1%       |
| 12       | 19 de noviembre de 2009   | 31.3%        | 32.3%        | 28.0%       | 29.9%       |
| 13       | 25 de noviembre de 2009   | 32.0%        | 32.5%        | 29.6%       | 31.0%       |
| 14       | 26 de noviembre de 2009   | 32.5%        | 33.4%        | 27.4%       | 27.7%       |
| 15       | 2 de diciembre de 2009    | 34.7%        | 35.5%        | 30.6%       | 32.5%       |
| 16       | 3 de diciembre de 2009    | 35.7%        | 36.5%        | 31.3%       | 32.8%       |
| 17       | 9 de diciembre de 2009    | 37.2%        | 39.1%        | 32.8%       | 34.0%       |
| 18       | 10 de diciembre de 2009   | 35.7%        | 37.8%        | 32.2%       | 32.9%       |
| 19       | 16 de diciembre de 2009   | 35.0%        | 36.4%        | 31.6%       | 33.2%       |
| 20       | 17 de diciembre de 2009   | 39.9%        | 41.8%        | 35.5%       | 37.3%       |
| Promedio | Promedio                  | 31.9%        | 33.0%        | 28.4%       | 29.6%       |
| *        | 23 de diciembre de 2009   | 12.0%        | 12.8%        | 10.0%       | 10.5%       |

## Premios y nominaciones
| Año  | Categoría                                     | Premio          | Nominado     | Resultado |
| ---- | --------------------------------------------- | --------------- | ------------ | --------- |
| 2009 | Excellence Award, Actor in a Mid-length Drama | KBS Drama Award | Jung Joon-ho | Ganó      |

## Emisión internacional
- Brasil: +Globosat (2015).[6]
- Botsuana: Botswana TV.
- Bulgaria: bTV.
- China: Star Xing Kong.
- Filipinas: GMA Network.
- Hong Kong: TVB Drama y TVB Jade.
- Paraguay: LOCA108 TV UHD4K (2021).
- India: Puthuyugam TV.
- Japón: TBS.
- Polonia: Tele 5 (2011).
- Tailandia: Channel 7.
- Taiwán: ETTV.